# Col de Crabère
Le col de Crabère  (en espagnol collado de Crapera) est un col de montagne pédestre frontalier des Pyrénées à 2 431 mètres d'altitude entre le département français des Hautes-Pyrénées, en Occitanie, et la province de Huesca, en Aragon, sur la frontière franco-espagnole.
Il relie la vallée de la Canau en Lavedan à la vallée de Bujaruelo en Aragon.

## Toponymie
En occitan crabère signifie « chèvre » mais fait référence plutôt à la femelle de l'isard qu'à la chèvre domestique.

## Géographie
Le col de Crabère est encadré par le pic Crabère (2 590 m) au nord-ouest et le pic de la Bernatoire (2 516 m) au sud-est. Côté francais, le col se trouve dans la petite vallée de la Canau intégrée dans la vallée d'Ossoue.

### Hydrographie
Le col délimite la ligne de partage des eaux entre le bassin de l'Adour, qui se déverse dans l'Atlantique côté nord, et le bassin de l'Èbre, qui coule vers la Méditerranée côté sud.

## Protection environnementale
Le col est situé dans le parc national des Pyrénées et fait partie d'une zone naturelle protégée, classée ZNIEFF de type 1, « vallons d'Ossoue et d'Aspé », et de type 2, « haute vallée du gave de Pau : vallées de Gèdre et Gavarnie ».

## Voies d'accès
On y accède depuis Gavarnie par une piste qui passe par la cabane de Milhas pour conduire au barrage d'Ossoue (1 834 m). Puis prendre le long du ruisseau de Lourdes qui emprunte le fond de la vallée de la Canau et bifurquer à la cabane de Lourdes en direction du lac du Cardal (2 224 m). L'ascension jusqu'au col s'effectue par un sentier signalé par des cairns vers le lac de la Bernatoire.
Côté espagnol, le col donne accès à la vallée de l'Ara par le barranco del Salto del Pich.